# Matouš Vykoukal
Matouš Vykoukal (* 26. března 1943) je bývalý český hokejový útočník. Jeho synem je hokejista Jiří Vykoukal.

## Hokejová kariéra
V československé lize hrál za TJ Gottwaldov. Odehrál 1 ligovou sezónu, nastoupil v 7 ligových utkáních.

## Klubové statistiky
| Sezona    | Klub          | Soutěž  | Základní část | Základní část | Základní část | Základní část | Základní část |
| Sezona    | Klub          | Soutěž  | Z             | G             | A             | B             | TM            |
| --------- | ------------- | ------- | ------------- | ------------- | ------------- | ------------- | ------------- |
| 1965/1966 | TJ Gottwaldov | 1. liga | 7             | 0             | 0             | 0             |               |